# Ester Larsen
Pour les articles homonymes, voir Larsen.
Ester Larsen, née le 23 mai 1936 à Copenhague (Danemark) et morte le 18 janvier 2025, est une femme politique danoise, ministre et membre de Venstre.

## Distinctions
- Commandeur de l'ordre du Dannebrog